# Kutry patrolowe projektu 1400
 Okręty patrolowe projektu 1400 (w kodzie NATO: Zhuk) – seria kutrów patrolowych budowanych w ZSRR podczas zimnej wojny w latach 1969–1990 w dużych ilościach, eksportowanych do wielu krajów. Rosyjska nazwa kodowa projektu brzmiała Grif (ros. Гриф). Łodzi projektu 1400 zbudowano około 300, w tym 118 na eksport. Większość została zbudowana w stoczni „Morie” na Morzu Czarnym w Teodozji.

## Historia
W 1967 roku w biurze konstrukcyjnym stoczni Ałmaz w Leningradzie opracowano typ wielozadaniowego kutra służącego do klasycznych zadań patrolowych i ochrony granic, a także do zadań poszukiwawczo-ratowniczych. Głównym projektantem był W. Burłakow. Przy dziewięcioosobowej załodze mógł przebywać w terenie operacyjnym tylko do pięciu dni bez dodatkowego zaopatrzenia.
Okręty były budowane w latach 1967–1999 w stoczni Morie w Teodozji (217 sztuk) oraz w Batumi.

## Budowa
Kadłub pierwszych wersji skonstruowany był z blach aluminiowo-magnezowych nitowanych do szkieletu. W późniejszej serii 1400M segmenty były prefabrykowane i spawane.
W kadłubie znajdują się trzy duże pomieszczenia i małe pomieszczenie dziobowe. Począwszy od rufy:
- na rufie: przekładnia sterowa, dwa silniki ze sterowaniem, przegroda oddziela maszynownię od następnego przedziału. Wodoszczelny właz umożliwia dostęp.

- na śródokręciu: dwie małe kabiny, każda z koją i klatką schodową do nadbudówki. Przegroda bez włazu oddziela ten przedział od przedziału dziobowego

- na dziobie: mesa i dodatkowe koje oraz osobna klatka schodowa łącząca mesę z pokładem.

- na pokładzie w umieszczono zamknięte stanowisko sterownicze z urządzeniami do dowodzenia statkiem, a z tyłu umieszczono dwa reflektory - szperacze, oraz prosty celownik pierścieniowy, za pomocą którego można kierować ogniem w uzbrojonych wariantach tej klasy.

## Napęd
Układ napędowy składa się z dwóch morskich silników wysokoprężnych M401A o łącznej mocy 2200 KM. W projekcie 1400M zastosowano silniki M401BT. Każdy napędza jedną śrubę poprzez wał. Dwie śruby zapewniają łodziom prędkość do 30 węzłów. Spaliny z silników są wypychane na burtach tuż nad linią wodną.

## Czujniki
Łodzie są wyposażone w radar dozoru nawodnego i nawigacyjny Łocyja. Radar (w kodzie NATO: Mius „Spin Through”) jest umieszczony na maszcie i działa w paśmie X [A 1] Nadajnik systemu identyfikacji przyjaciel-wróg „Khrom” jest zainstalowany na szczycie masztu.

## Wersje

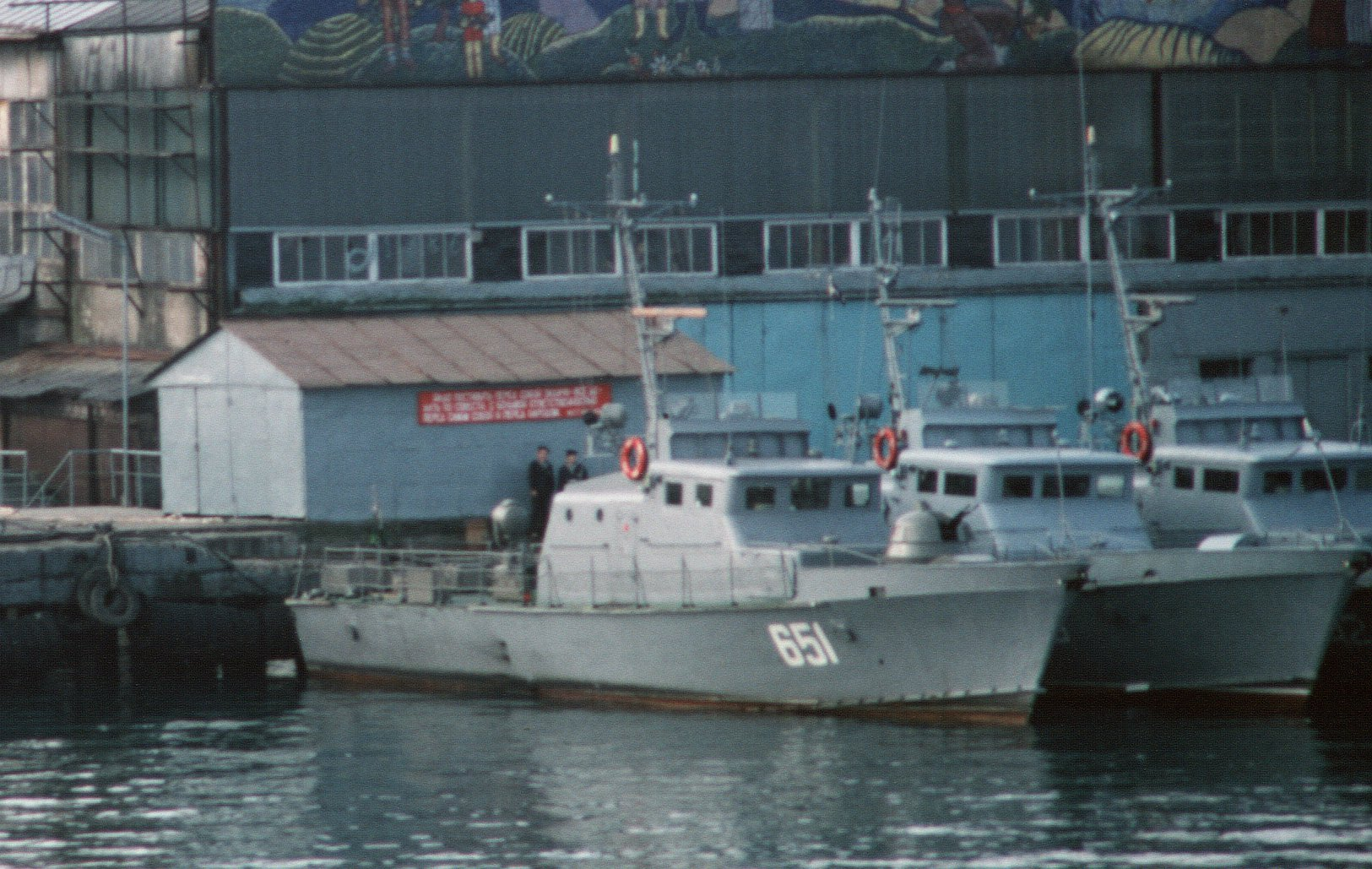
Radziecka łódź typ - Projekt-1400M i obok druga, prawdopodobnie typ - Projekt-1400A w Batumi, 1987

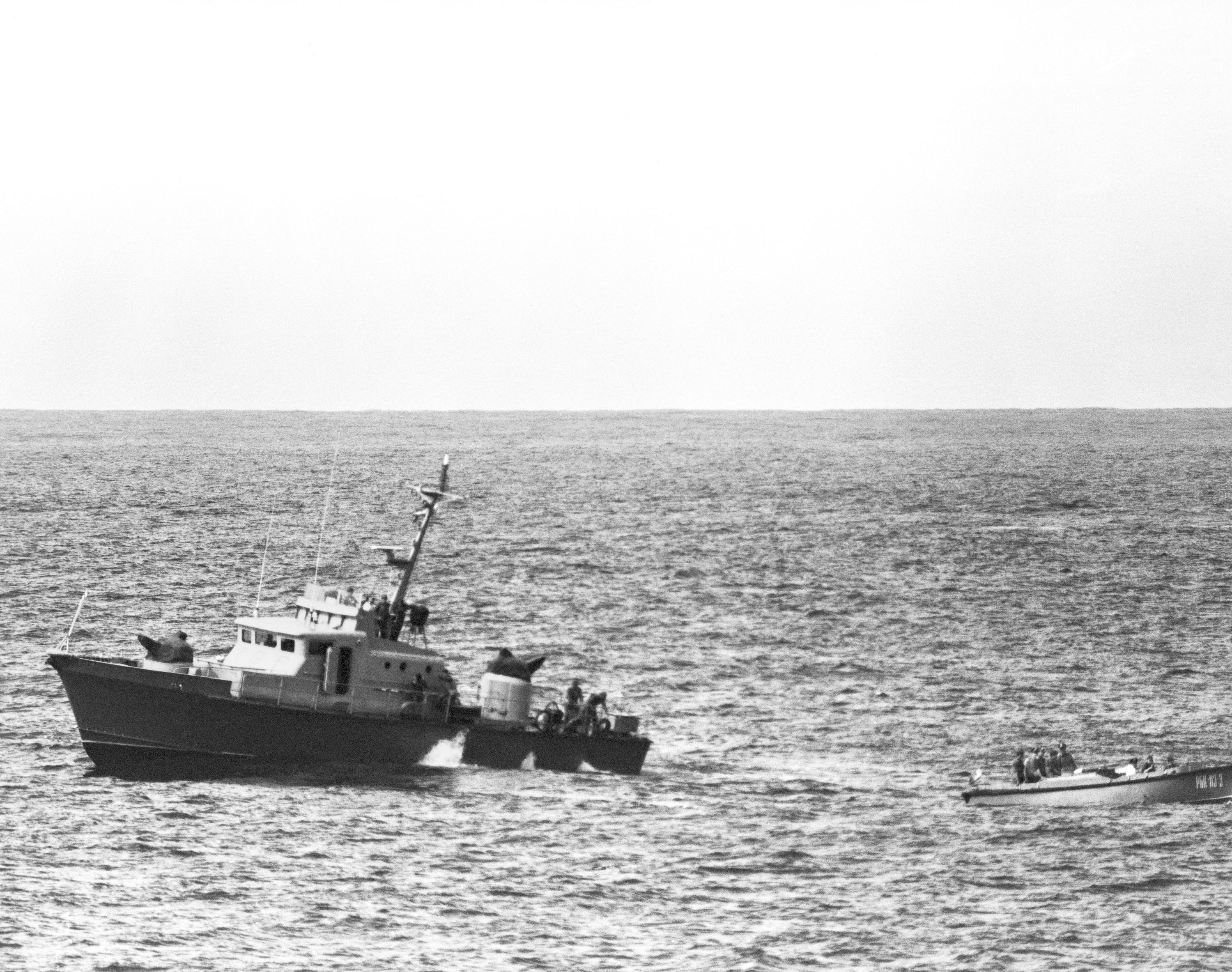
Kubańska łódź typ - Projekt-1400ME z dwoma wieżyczkami UTES-M, 1984

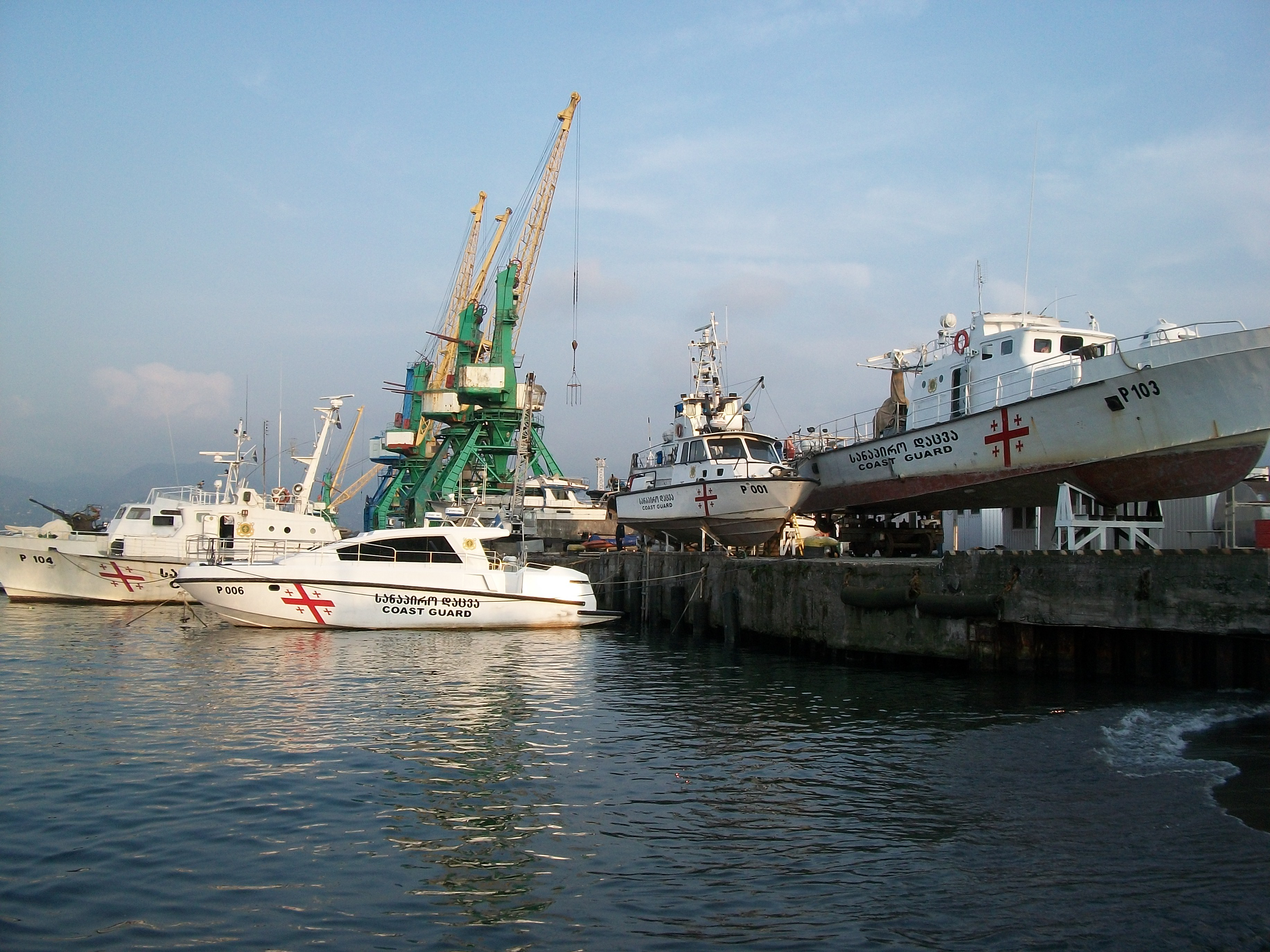
Łódź Projekt-1400 z widoczną na lewym brzegu zdjęcia sprzężoną armatką ZU-23-2. Po prawej, na nabrzeżu łódź Projekt-1400 z wieżyczką UTES-M-na dziobie.

- Projekt 1400 – zaprojektowano jako łódź patrolowa dla oddziałów granicznych KGB. Uzbrojenie stanowiło podwójne stanowisko na podstawie 2M-7 z dwoma wielkokalibrowymi karabinami maszynowymi kal. 14,5 mm zamontowane na dziobie[1]. Wahadłowa część podstawy składała się z dwóch kołysek (górnej i dolnej), połączonych ze sobą równoległobokiem, która została zamontowana na stałym cokole przymocowanym do pokładu łodzi. Instalacja miała dwie pancerne tarcze o grubości 8 mm. Załoga obsługująca broń musi znajdować się na zewnątrz. Celownik kolimatorowy pozwala na walkę z celami poruszającymi się do 200 metrów na sekundę. Cele o prędkości do 300 metrów na sekundę można zwalczać za pomocą konwencjonalnego celownika pierścieniowego[5].

Niektóre łodzie wyposażono w wieżę 2-M1, w której montowano dwa wielkokalibrowe karabiny maszynowe kal. 12,7 mm. Konstrukcja była osłonięta osłoną, ale otwarta od góry.
Reflektor - szperacz o średnicy 45 cm zainstalowano na rufie za nadbudówką.
- Projekt 1400A- wersja nieuzbrojona, w związku z czym liczebność załogi była mniejsza i wynosiła siedmiu marynarzy. Zbudowano cztery okręty, w stoczni Ałmaz[1].

- Projekt 1400E (eksportowy) - uzbrojenie zostało podwojone w stosunku do projektu bazowego i obejmuje podwójne podstawy 2M-7 z podwójnie sprzężonymi karabinami maszynowymi 14,5 mm na dziobie i na rufie (w miejscu reflektora)[1]. Mogły być również stosowane podwójnie sprzężone wielkokalibrowe karabiny maszynowe DSzK kal. 12,7 mm[1].

- Projekt 1400M - zmieniono uzbrojenie na zamkniętą wieżę Utios-M na dziobie z dwoma sprzężonymi karabinami maszynowymi 12,7 mm NSW, lub dwie wieże, na dziobie i rufie[2]. Wieżyczka ma optykę ROM-6, za pomocą której można śledzić cele z prędkością do 300 metrów na sekundę[5].

Silniki wysokoprężne zostały zastąpione ulepszonym wariantem M401BT z turbosprężarką. Technologia kadłuba uległa zmianie na spawaną. Wyporność wzrosła do 36,5 t standardowej i 40,0 t maksymalnej. Prędkość wzrosła o jeden węzeł – do 30 węzłów. Po raz pierwszy w Projekcie 1400 plany i wymiary nieznacznie się zmieniły, a łodzie były o około dwa metry krótsze niż poprzednie wersje i miały 21,7 metra.
- Projekt 1400ME – eksportowa odmiana projektu 1400M[2].

- Dalsze modyfikacje - marynarka gruzińska wyposażyła co najmniej dwie łodzie z Projektu 1400 w dwa działa przeciwlotnicze typu ZU-23-2. [7]

## Służba
Zbudowano około 300 sztuk, z czego 118 na eksport, 30 dla marynarki wojennej ZSRR i pozostałe dla Wojsk Pogranicza ZSRR, a od 1991 roku dla Wojsk Pogranicza Ukrainy.
Największymi zagranicznymi użytkownikami były: Kuba (30 od 1971 roku), Jemen Południowy (14 od 1978 roku), Bułgaria (10 w 1981 roku), Nikaragua (8 od 1982 roku), Irak (5 od 1974 roku), Jemen Północny (5 od 1975 roku), Mozambik (5 od 1978 roku). Używało ich co najmniej 20 krajów.

## Użycie bojowe
Projekt 1400 i jego wersje nie były nigdy przeznaczone do konfrontacji z wrogimi okrętami lub samolotami, które same były silnie uzbrojone. Udokumentowane udane misje bojowe ograniczają się do niespodziewanych ataków na cele lądowe i okrętowe, które nie były w stanie się bronić.
Inne misje w większości zakończyły się niepomyślnie:
- I wojna w Zatoce Perskiej

Na początku batalii Irak miał pięć łodzi typu Zhuk, które zostały mu dostarczone przez Związek Radziecki w latach 1974-1975. Kilka z nich zatopiły siły powietrzne.
- II wojna w Zatoce Perskiej

W pierwszych dniach operacji Iraqi Freedom w 2003 pozostałości irackiej marynarki wojennej, w tym dwie pozostałe jednostki typu Zhuk, zostały zniszczone z powietrza.
- Wojna w Abchazji (1992–1993)

W dniu 7 lipca 1993 dwie łodzie patrolowe typu Zhuk z Suchumi pod dowództwem separatystów abchaskich w towarzystwie kilku motorówek zaatakowały gruziński kuter „Gantiadi” u wybrzeży Poti. Były sowiecki kuter floty, uzbrojony przez Gruzinów w działka automatyczne ZU-23-2 i dwa karabiny maszynowe, był w stanie odeprzeć atak i zatopić jeden Zhuk i dwie motorówki.